# Demokracja deliberatywna
Demokracja deliberatywna – to forma rządów, polegająca na zbiorowym debatowaniu i podejmowaniu decyzji przez obywateli i ich przedstawicieli, jako równych sobie. Model rządów został stworzony przez J. Rawlsa i J. Habermasa, a jego założeniem jest danie prawa obywatelom do równego i powszechnego zabierania głosu, brania udziału w debatach i argumentowania swoich racji związanych z istotnymi dla społeczeństwa kwestiami.

## Historia kształtowania się demokracji deliberatywnej
Sama polityka deliberatywna znana była już od czasów starożytności, jednak termin i sama koncepcja demokracji deliberatywnej pojawiła się pod koniec lat osiemdziesiątych XX wieku, by w latach dziewięćdziesiątych przybrać na sile, wskutek niedostatków demokracji liberalnej, kryzysu legitymizacji władzy, jak również licznych zmian społecznych, mających miejsce w tamtym okresie. Po raz pierwszy terminem posłużył się Joseph Bessette 1980 r. jednak najpełniejsze i niezależne od siebie koncepcje demokracji deliberatywnej przypisuje się dwóm współczesnym myślicielom – J. Rawlsowi i J. Habermasowi. Z kolei zastosowanie koncepcji deliberatywnej miało miejsce już w 2002 roku m.in. w Raporcie UNDP. Przykładem zastosowania polityki jest także „Plan D na rzecz demokracji, dialogu i debaty”, rozpoczęty przez Komisję Europejską w 2005 roku po negatywnym wyniku referendum nad Traktatem Konstytucyjnym we Francji i Holandii.
Natomiast w 2007 roku w dokumentacji Unii Europejskiej po raz pierwszy pojawia się pojęcie „demokracji deliberatywnej”. Obecnie demokracja deliberatywna, obok agregatywnej i radykalnej jest jedną z najpopularniejszych.

## Założenia demokracji deliberatywnej
Demokracja deliberatywna zakłada, że istnieją wolne, rozumne i równe jednostki oraz polityczna równość, rozsądny pluralizm wyznań, przekonań i moralności, a ludzie odznaczają się poglądami korzystnymi dla wspólnoty. Wynika z tego, że całą podstawą tego modelu demokracji jest możliwość debatowania, naradzania się, rozważania. Model podkreśla przede wszystkim odpowiednie argumentowanie swoich racji oraz wyzwolenie od wpływów zamożnych grup. W efekcie mamy do czynienia ze zdolnością jednostek do zmiany poglądów i preferencji, do których dochodzi podczas uczestnictwa w debatowaniu. W demokracji deliberatywnej najistotniejsze są komunikacja, dialog i dyskusja, a podjęte podczas ich trwania decyzje uznaje się za uzasadnione.

### Demokracja deliberatywna według J. Rawlsa i J. Habermasa
Według Rawlsa i Habermasa głosowanie większościowe jest uzasadnione tylko w nagłych sytuacjach, kiedy na podjęcie decyzji mamy określony czas i chodzi o niezwykle istotne sprawy. Jednak zaznaczają, że osiągnięty konsensus ma charakter prowizoryczny i zawsze istnieje ryzyko pomyłki. Myśliciele stawiają na niekończącą się dyskusję, dialog i deliberację. Wszystko sprawdzają do zazębiających się dyskursów. Obaj opierają też swoje racja na idei Kanta, a ich celem jest stworzenie teorii będącej przeciwwagą teorii antyliberalnych i neoliberalnych. Zgodnie zaznaczają, że demokracja deliberatywna nie jest wolna od regulacji prawnych. Wszelkie dyskursy mają być nim regulowane, jednak zaznaczają, że powinno panować równouprawnienie, a uczestników dyskusji nie można ani faworyzować, ani dyskryminować.
Znaczącą rolę w ich koncepcji pełni rozum. Określają go jako komunikacyjny oraz polityczny, czyli wspólną przestrzeń intersubiektywności i wspólny układ odniesień. Nie zawężają go do jednej jednostki, a zdolności poznawcze opierają na intersubiektywności. Według nich to nie jednostki tworzą komunikację, ale to komunikacja wyłania podmioty. Co ważne, w ich modelu jednostka nie musi wyrzekać się swojej indywidualności, aby dążyć do wyodrębnienia wspólnych wartości. Koncepcje Rawlsa i Habermasa są normatywne, a zatem utopijne. Przedstawiają obraz społecznego ideału.